# Diana Ajmétova
Diana Vladímirovna Ajmétova –en ruso, Диана Владимировна Ахметова– (21 de septiembre de 1994) es una deportista rusa que compite en halterofilia. Ganó una medalla de plata en el Campeonato Europeo de Halterofilia de 2016, en la categoría de 63 kg.

## Palmarés internacional
| Campeonato Europeo | Campeonato Europeo | Campeonato Europeo | Campeonato Europeo |
| Año                | Lugar              | Medalla            | Categoría          |
| ------------------ | ------------------ | ------------------ | ------------------ |
| 2016               | Førde (Noruega)    | Medalla de plata   | 63 kg              |